# Modulació en anell
Modulació en anell és un senyal de processament d'efectes a l'electrònica, en relació amb modulació d'amplitud o sovint mixta. És realitzada per la multiplicació de dos senyals, on una és típicament una ona sinusoidal o altra forma d'ona simple. És anomenada de modulació anell perquè el circuit anàleg de díodes inicial emprat per aplicar aquesta tècnica va prendre forma d'anell. Aquest circuit és similar a un pont rectificador, excepte que en lloc que els díodes s'enfrontin esquerra a dreta, van en el sentit de les agulles del rellotge o antihorari.